# Дубровник (1932)
«Дубровник» — лідер ескадренних міноносців, побудований для Королівських військово-морських сил Югославії Yarrow Shipbuilders у Глазго з 1930 по 1931. Корабель мав стати одним з трьох лідерів есмінців, які мали побудувати. Вважалося, що три кораблі можуть перемогти одиночний італійський легкий крейсер наявних на той час модифікацій типу «Кондотьєрі». Але через наслідки Великої депресії плани щодо побудови інших кораблів типу були скасовані.

## Конструкція
Для свого часу це був один з найбільших есмінців. Конструктивно нагадував сучасні йому британські проєкти, зокрема ескадрені міноносці типу «Трайбл». «Дубровник» був швидкохідним кораблем, основне озброєння якого мали становити чотири 140 міліміметрові чехословацькі гармати Škoda у одиночних установках

## Служба

### Королівські ВМС Югославії
Впродовж своєї служби «Дубровник» здійснив кілька походів Середземним морем, через Чорноморські протоки та Чорним морем. У жовтні 1934 корабель доставив короля Олександра І до Франції для державного візиту та доставив додому його тіло після вбивства монарха у Марселі.

### Королівські ВМС Італії
Під час очоленого нацистами вторгнення у Югославію у квітні 1941 держав Осі, «Дубровник» був захоплений італійцями. Після ремонту, який включав часткову заміну озброєння на італійське та укорочення щогли корабля та його труб, есмінець був включений до складу Королівських ВМС Італії як «Premuda» на честь острова поблизу узбережжя Хорватії. На службі Італії корабель переважно використовувався для супроводження конвоїв та перевезень військ. У червні 1942 корабель брав участь у атаці італійських сил на конвой союзників у ході операції «Гарпун», який мав доставити припаси на острів Мальта. Після цього бою «Премуда» відбуксирував до гавані Пантелерії пошкоджений вогнем британського есмінця італійський есмінець «Уголіно Вівальді».
У червні 1943 року відбулася серйозна аварія машини есмінця, який був відбуксируваний до Генуї задля ремонту та заміну на італійські гармат головного калібру, для яких виник дефіцит боєприпасів. «Премуда» став найбільш ефективним трофейним кораблем Другої світової.

### Крігсмаріне
На час капітуляції Італії у вересні 1943, «Премуда» все ще знаходився на ремонті у Генуї та був захоплений німцями. Їх початкові плани перетворити есмінець на корабель радіолокаційного дозору для нічних винищувачів були скасовані через дефіцит есмінців на Середземному морі у їх розпорядженні. У серпні 1944 року, після завершення процесу заміни озброєння, корабель було включено до складу Крігсмаріне як Torpedoboot Ausland (іноземний міноносець) з позначенням TA32. Корабель використовувався для обстрілів позицій союзників на узбережжі Італії та постановки мін. У березні 1945 року він спільно з двома іншими міноносцями взяв участь у бою в Лігурійському морі проти двох есмінців Королівського флоту. Оскільки TA32 втратив контакт з іншими кораблями, під час бою знаходився у стороні, тож на відміну від решти міноносців, потоплених британцями, зазнав лише незначних ушкоджень. Корабель затопили наступного місяця через відступ німців з Генуї.